# Budzisko
Budzisko is een dorp in het Poolse woiwodschap Podlachië, in het district Suwałki. Het dorp maakt deel uit van de landgemeente Szypliszki.
Budzisko is gelegen in het noordoosten van Polen, dicht bij de grens met Litouwen. Het dorp ligt ongeveer 6 kilometer ten noorden van Szypliszki, 27 km ten noordoosten van Suwałki en 132 km ten noorden van de regionale hoofdstad Białystok.